# Нимаева, Лидия Чимитовна
Ли́дия Чими́товна Нима́ева — российский бурятский политик, депутат Верховного Совета Бурятской АССР (1990—1994), депутат Совета Федерации Федерального Собрания Российской Федерации первого созыва от Республики Бурятия (1994—1996)

## Биография
Лидия Нимаева родилась 13 мая 1948 года в Улан-Удэ. Окончила с золотой медалью среднюю школу N 1 в с. Хоринск.
Закончила Бурятский государственный педагогический институт им. Доржи Банзарова с отличием. Во время учёбы в институте была заместителем секретаря комитета ВЛКСМ. В 1966 году вернулась в родную хоринской школу N 1, где работала учителем русского языка и литературы.
Работала преподавателем в БГПИ. Окончила аспирантуру Московского пединститута им. Ленина. Защитив кандидатскую диссертацию, Лидия Чимитовна была направлена работать во Вьетнам. Там она преподавала в Ханойском пединституте.
После возвращения из Вьетнама работала лектором, заведующим отделом культуры, секретарем обкома КПСС.
В марте 1990 года Лидия Чимитовна была избрана депутатом Верховного Совета Бурятской АССР. С января 1993 года по июль 1994 года работала председателем Комитета по науке, культуре, образованию, молодежной политике, физкультуре и спорту Верховного Совета Республики Бурятия.
12 декабря 1993 года Нимаева была избрана депутатом Совета Федерации Федерального Собрания РФ первого созыва по Бурятскому двухмандатному избирательному округу № 3. В Совете Федерации работала в Комитете по вопросам науки, культуры и образования
В августе 1994 года назначена заместителем председателя Правительства Бурятии.
С октября 1998 года работала начальником Департамента народов Севера Министерства национальной политики России. После упразднения Департамента работала советником главы администрации Таймырского автономного округа.
Стала известна жесткой антибуддийской позицией в истории с вывозом раритетного «Атласа тибетской медицины» в США.
Скончалась в марте 2003 года.

## Награды и звания
- Орден Дружбы (Россия)
- медаль «Дружба» (Вьетнам)